# Музей хрусталя имени Мальцовых
Музей хрусталя имени Мальцовых — музей отечественного художественного стекла в Гусь-Хрустальном. Входит в состав Владимиро-Суздальского музея-заповедника.

## История
Музей располагается в здании Георгиевского собора, построенного в 1892—1903 годах на средства мецената и владельца хрустального завода Юрия Степановича Нечаева-Мальцова. Храм был выстроен по проекту архитектора Леонтия Бенуа в русском стиле. Здание было спроектировано трехнефной базиликой — высокий средний неф и низкие боковые. Колокольня венчалась легким и нарядным шатром, вознесенным на высоту 45 метров. Среднему шатру отвечали меньшие боковые. Трехшатровая композиция перекликалась с тремя главами на алтарной восточной стороне.
В 1927 году шатры на соборе были разобраны. Собор был покрыт крышей на четыре ската. Мощные перекрытия разделили пространство собора на два этажа. Здание собора было переоборудовано во Дворец труда, внутри которого разместились: кинотеатр, швейная учебная мастерская, библиотека.
В мае 1983 года, после десяти лет реставраций и ремонтов, в здании Георгиевской церкви открылся Музей хрусталя.

## Описание музея
Внутреннее убранство храма богато декорировано. Свод поддерживают колонны из чёрного лабрадорита. Интерьер был оформлен талантливым русским художником Виктором Васнецовым. В музее можно увидеть подлинные его работы: полотно «Страшный суд» площадью 49 м²., над которым автор трудился 8 лет и мозаику из смальты, посвященную Богородице «О тебе радуется Благодатная», выполненную по эскизу Виктора Васнецова в петербургской мастерской известного мастера по мозаике Владимира Фролова.
Музейная коллекция хрусталя — одна из крупнейших в России, она насчитывает более 12 тысяч предметов. Около половины экспонатов было передано с Гусевского хрустального завода, где они хранились в так называемой «образцовой кладовой». Туда попадали предметы и серийного производства, и выполненные по специальным заказам, а также привезенные владельцами хрустальной империи из-за границы. Местные мастера не просто копировали европейские образцы, а создавали произведения оригинальные, в собственном стиле.